# Линда Штал
Линда Штал (Штајнхајм, 2. октобар 1985) немачка је атлетичарка специјалиста за бацање копља.

## Биографија
Први велики успех постигла је у сезони 2007. победивши на Европском првенству за млађе сениоре у Дебрецину, са бацањем од 62,17 м. Исте године учествује на Светском првенству у Осаки заузима осмо место, а на следећем у Берлину 2009. је шеста,
Линда Штал је 29. јула 2010. освојила прву велику међународну победу у финалу Европског првенства, у Барселони, поставши првакиња Европе резултатом 66,81 м, поправивши лични рекорд за 75 цм.
У 2012, прво осваја бронзу на Европском првенству у Хелсинкију, а затим и бронзану олимпијску медаљу на Играма у Лондону иза победнице Чехиње Барборе Шпотакове и другопласиране Немице Кристине Обергфел.
На свом четвртом Светском првенству 2013. у Москви, Линда Штал је четврта. У јуну 2014. поставља нови лични рекорд за време атлетског митинга Дијамантске лиге Адидас Гран при у Њујорку од 67,32 м..

## Значајнији резултати
| Датум | Такмичење                                 | Место                | Пласман | Резултат |
| ----- | ----------------------------------------- | -------------------- | ------- | -------- |
| 2007  | Европско првенство за млађе сениоре У-23  | Дебрецин             | 1.      | 62,17 м  |
| 2007  | Светско првенство                         | Осака                | 8.      | 61,03 м  |
| 2009  | Светско првенство                         | Берлин               | 6.      | 63,23 м  |
| 2010  | Зимски куп Европе у бацачким дисциплинама | Арл                  | 3.      | 60,56 м  |
| 2010  | Европско првенство                        | Барселона            | 1.      | 66,81 м  |
| 2010  | Континентални куп                         | Сплит                | 4.      | 60,37 м  |
| 2012  | Европско првенство                        | Хелсинки             | 3.      | 63,69 м  |
| 2012  | Олимпијске игре                           | Лондон               | 3.      | 64,91 м  |
| 2013  | Зимски куп Европе у бацачким дисциплинама | Кастељон де ла Плана | 3.      | 61,97 м  |
| 2013  | Светско првенство                         | Москва               | 4.      | 64,78 м  |
| 2014  | Зимски куп Европе у бацачким дисциплинама | Леирија              | 1.      | 60,56 м  |
| 2014  | Европско екипно првенство у атлетици      | Брансвик             | 3.      | 61,58 м  |
| 2014  | Европско првенство у атлетици             | Цирих                | 3.      | 63,91 м  |
| 2015. | Светско првенство                         | Пекинг               | 10.     | 59,88 м  |

## Лични рекорд
| Дисциплина   | Резултат | Место  | Датум         |
| ------------ | -------- | ------ | ------------- |
| Бацање копља | 67,32 м  | Њујорк | 14. јун 2014. |